# Волосківська волость
Волосківська волость — історична адміністративно-територіальна одиниця Сосницького повіту Чернігівської губернії з центром у селі Волосківці.
Станом на 1885 рік складалася з 22 поселень, 4 сільських громад. Населення — 8549 осіб (4232 чоловічої статі та 4317 — жіночої), 1465 дворових господарств.
|                     | Площа, десятин | У тому числі орної, дес. |
| ------------------- | -------------- | ------------------------ |
| Сільських громад    | 7734           | 5544                     |
| Приватної власності | 9265           | 5388                     |
| Казенної власності  | 2226           | —                        |
| Іншої власності     | 144            | 110                      |
| Загалом             | 19369          | 11042                    |

Поселення волості:
- Волосківці — колишнє державне та власницьке село при річці Дягівка за 35 верст від повітового міста, 1850 осіб, 325 дворів, православна церква, постоялий двір, 4 постоялих будинки, лавка. За 12 верст —  цегельний і винокурний заводи.
- Дягова — колишнє державне та власницьке село при річці Дягівка, 1762 особи, 294 двори, православна церква, 3 постоялих будинки, базари.
- Степанівка — колишнє державне та власницьке село при річці Дягівка, 851 особа, 153 двори, православна церква, постоялий будинок.
- Стольне — колишнє державне та власницьке містечко, 2439 осіб, 488 дворів, 2 православні церкви, 6 постоялих будинків,  лавка, 40 вітряних млинів, базари, ярмарок.

1899 року у волості налічувалось 11 сільських громад, населення зросло до 12294 осіб (6114 чоловічої статі та 6180 — жіночої).